# О'Фолльярд, Том
Том О’Фолльярд, англ. Tom O'Folliard (1858, округ Ювалде, Техас, США — 19 декабря 1880, Форт-Самнер, Нью-Мексико, США) — американский ковбой и ганфайтер, объявленный вне закона на Диком Западе. Том О’Фолльярд был одним из основных бойцов «Регуляторов», окружного отряда, участвовавшего в Войне в округе Линкольн, и впоследствии одним из основных членов банды Билли Кида. Некоторые источники называют его «лучшим другом Билли Кида».
Был застрелен в результате неудачной попытки организовать засаду на отряд шерифа Пэта Гарретта в Форт-Самнер.

## Ранние годы
Том О’Фолльярд родился в 1858 году в Техасе в семье ирландского эмигранта. Перед Гражданской войной семья переехала в мексиканский город Монклова, но родители вскоре умерли от оспы, и Том вернулся к родственникам в Техас.
В 1877 году перебрался жить на Территорию Нью-Мексико, где вскоре оказался втянут в Войну в округе Линкольн, самый кровавый гражданский конфликт на Диком Западе. Многие жители округа, помимо своей воли, принимали участие в этом затяжном противостоянии, поддерживая ту или иную из враждующих сторон, и хотя официально боевые действия между воюющими фракциями были прекращены в начале 1879 года, его отголоски звучали в округе ещё до 1881-го.

## Война в округе Линкольн
Война в округе Линкольн стала следствием соперничества между компанией «Мёрфи и Долан» и английским предпринимателем Джоном Танстеллом за экономическое влияние в штате Нью-Мексико. Фактически округ на тот момент контролировался Лоренсом Мёрфи и Джеймсом Доланом, владевшими там единственным магазином. Их фирма имела сильных покровителей в лице губернатора штата и генерального прокурора Территории Нью-Мексико, которые были её поручителями. К тому же, охотно скупая краденый скот, они заполучили контракт на поставки мяса с правительством США. Танстелл и его адвокат Александр Максуин были противниками их альянса. Джон Танстелл нанял для охраны своего скота людей, в число которых входили также Билли Кид и Том О’Фолльярд. На стороне компании «Мёрфи и Долан» были банда Джесси Эванса, банда Джона Кинни и отряд ранчеров, известный как «Воины семи рек». Кроме того, Джеймс Долан подкупил представителей закона, в частности, шерифа Уильяма Брейди. Фракции были разделены по этническому и религиозному признаку: люди Мёрфи были в основном католиками-ирландцами, а Танстелл и его союзники — английскими протестантами.
Убийство Танстелла бандой Эванса, подосланной шерифом Брейди, произошедшее 18 февраля 1878 года, развязало конфликт между двумя фракциями, который вошёл в историю, как Война в округе Линкольн. После этого преступления ковбои Танстелла объединились в окружной отряд «Регуляторы» (англ. Regulators), для того чтобы отомстить убийцам. Основными бойцами отряда были Дик Брюэр, Билли Кид, Док Скарлок, Чарли Боудри, Хосе Чавес-и-Чавес, «Грязный Стив» Стивенс, Джон Миддлтон, Фрэнк Макнаб, Генри Ньютон Браун, двоюродные братья Джордж и Фрэнк Коу, а также Том О’Фолльярд. Юридически группа была создана как помощники мирового судьи Уилсона.
Том принимал участие в основных вооружённых столкновениях в ходе войны, в том числе присутствовал при казни 9 марта 1878 года Уильяма Мортона и Фрэнка Бейкера (членов банды Эванса), а также при убийстве Уильяма Макклоски у Блэкуотер-Крик. Том сражался 15-19 июля 1878 года в Битве за Линкольн, находясь среди осаждённых в доме Максуина. Ему, как и большинству «Регуляторов», удалось выйти из окружения, но во время бегства он был ранен в правое плечо.

## Последние годы и смерть
В марте 1879 года, когда Билли Кид попытался заключить сделку о признании вины с губернатором Уоллесом, он и несколько его людей, включая Тома О’Фолльярда, сдались в Линкольне. Арест был, скорее, инсценированным. После того, как сделка сорвалась, Билли Кид и его люди покинули город, направившись в Форт-Самнер; при этом правоохранители ничего не предприняли для того, чтобы им помешать.
В начале 1880 года О’Фолльярд был обнаружен окружным отрядом во главе с Пэтом Гарреттом на открытой равнине, но сумел отбиться от погони и ускакать.
19 декабря 1880 года О’Фолльярд, Билли Кид, Билли Уилсон, Дэйв Рудабо, Чарли Боудри и Том Пиккетт попытались устроить засаду на отряд Гарретта в Форт-Самнер, однако шериф опередил их, и банда угодила в приготовленную им ловушку. О’Фолльярд ехал во главе кавалькады. Лон Чамберс и Гарретт выстрелили в него одновременно, полагая, что стреляют в Кида. Банда спешно отступила, но тяжело раненный в грудь О’Фолльярд проскакал всего около полутораста метров, после чего понял, что не сможет удержаться в седле, повернул коня и сдался. Он скончался от полученных ран примерно через сорок пять минут; чей выстрел оказался смертельным — неизвестно.
Том О’Фолльярд был похоронен в Форт-Самнер. Позднее рядом с ним похоронили Чарли Боудри и Билли Кида.

## Образ в кино
- «Тропа апачей[англ.]» (1942) — Уильям Ландигэн[9].
- «Закон против Билли Кида[англ.]» (1954) — Джордж Беркли[10].
- «Пистолет в левой руке» (1958) — Джеймс Бест[англ.][11].
- «Чизум[англ.]» (1970) — Кристофер Митчам[англ.][12]. В фильме О’Фолльярд изображён как друг Билли Кида, но как свидетель, а не сообщник убийства Мортона и Бейкера. Он вступает в вооружённое столкновение рядом с Кидом лишь в финальной сцене перестрелки. Том выживает в Битве за Линкольн, но, в отличие от реальной жизни, в фильме он и Чарли Боудри отклоняют предложение Билли сопровождать его дальше.
- «Пэт Гэрретт и Билли Кид» (1973) — Руди Вурлицер[англ.][13].
- «Молодые стрелки 2» (1990) — Бальтазар Гетти[14]. О'Фолльярд изображён в фильме как 14-летний сирота из Пенсильвании, который мечтает вступить в банду Билли Кида. Это не соответствует реальной истории, поскольку О'Фолльярд был техасцем и  присоединился к «Регуляторам», когда ему было около 20 лет.